# Saint-Jean-de-Bournay
Pour les articles homonymes, voir Saint-Jean.
Saint-Jean-de-Bournay est une commune française située dans le département de l'Isère, en région Auvergne-Rhône-Alpes.
Autrefois paroisse de la province royale du Dauphiné et ancienne ville-siège de la communauté de communes de la région Saint-Jeannaise, la commune est adhérente depuis 2014 à la communauté de communes Bièvre Isère.
Ses habitants sont dénommés les Saint-Jeannais.

## Géographie

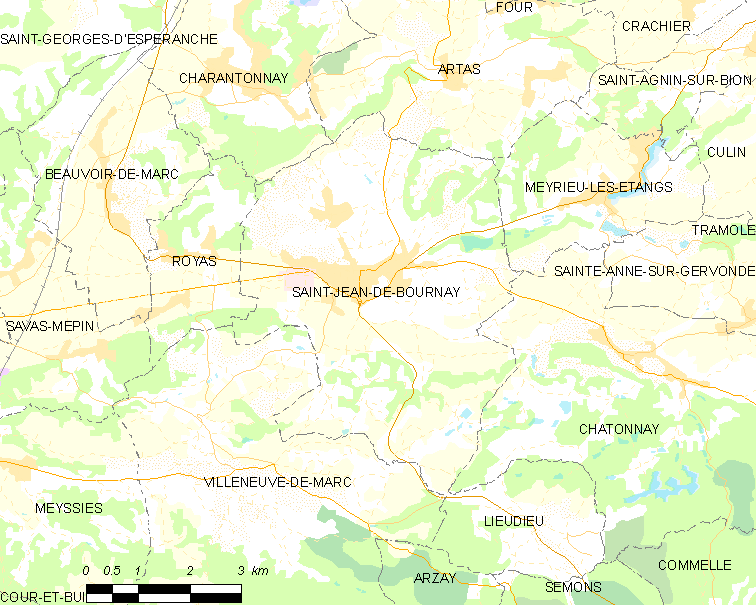
Plan de Saint-Jean-de-Bournay et des communes voisines

### Situation et description
Située dans la partie septentrionale du département de l'Isère et dans l'arrondissement de Vienne, la commune a longtemps été le chef-lieu de son propre canton (supprimé lors de la réforme territoriale de 2014) et la ville-siège de la communauté de communes de la région Saint-Jeannaise, micro région créée autour de son territoire situé entre la forêt de Bonnevaux au sud et l'agglomération berjalienne, ainsi que le territoire de l'ancienne Ville nouvelle de L'Isle-d'Abeau, au nord.
Saint-Jean-de-Bournay est situé à 75 km de Grenoble, préfecture du département de l'Isère, 54 km de Lyon, chef-lieu de la Région Auvergne-Rhône-Alpes, 307 km de Marseille et 518 km de Paris, par la route. Le centre de la commune est également situé à 17,3 km de Bourgoin-Jallieu et 22,3 km de Vienne, principales villes de son secteur géographique.

### Description
La commune se présente sous la forme d'une petite agglomération d'un peu moins de 5 000 habitants, située au carrefour de plusieurs grandes routes dont celle reliant Grenoble à Vienne.
Selon la description topographique, historique et statistique des cantons formant le département de l'Isère, publié en 1870, le territoire de Saint-Jean-de-Bournay est au cœur d'une région « légèrement ondulé, assez boisé et d'un aspect riant ».

### Géologie et relief
La zone des collines doucement ondulées du secteur de Saint-Jean-de-Bournay se développe au sud de la plaine lyonnaise et elle est caractérisée par un recouvrement général de moraines dessinant des vallums morainiques et par une série de vallées mortes fluvio-glaciaire.
Le glacier du Rhône avait envahi envahi tout le secteur de l'actuel Bas-Dauphiné à la fin du Pléistocène jusqu'à la région saint-jeannaise. Sa marge latérale occidentale coïncide avec la limite nord du plateau de Bonnevaux, façonnée par l'érosion fluvio-glaciaire des torrents qui longeaient ce gigantesque glacier et dont on retrouve les traces sous forme de terrasses alluviales et de traces d'écoulement.

### Hydrographie
Le territoire communal est traversé par la Gervonde, une petite rivière, affluent de l'Amballon et sous-affluent du Rhône. La commune compte également de très nombreux plans d'eau dont l'étang de Montjoux d'une superficie d'environ 60 hectares.

### Climat
Pour des articles plus généraux, voir Climat d'Auvergne-Rhône-Alpes et Climat de l'Isère.
En 2010, le climat de la commune est de type climat des marges montargnardes, selon une étude du Centre national de la recherche scientifique s'appuyant sur une série de données couvrant la période 1971-2000. En 2020, Météo-France publie une typologie des climats de la France métropolitaine dans laquelle la commune est exposée à un climat de montagne ou de marges de montagne et est dans la région climatique Moyenne vallée du Rhône, caractérisée par un bon ensoleillement en été (fraction d’insolation > 60 %), une forte amplitude thermique annuelle (4 à 20 °C), un air sec en toutes saisons, orageux en été, des vents forts (mistral), une pluviométrie élevée en automne (250 à 300 mm).
Pour la période 1971-2000, la température annuelle moyenne est de 11 °C, avec une amplitude thermique annuelle de 17,5 °C. Le cumul annuel moyen de précipitations est de 995 mm, avec 9,6 jours de précipitations en janvier et 6,5 jours en juillet. Pour la période 1991-2020, la température moyenne annuelle observée sur la station météorologique de Météo-France la plus proche, « Bourgoin », sur la commune de Bourgoin-Jallieu à 15 km à vol d'oiseau, est de 12,4 °C et le cumul annuel moyen de précipitations est de 844,0 mm,. Pour l'avenir, les paramètres climatiques de la commune estimés pour 2050 selon différents scénarios d'émission de gaz à effet de serre sont consultables sur un site dédié publié par Météo-France en novembre 2022.

### Voies de communication

#### Liaisons routières

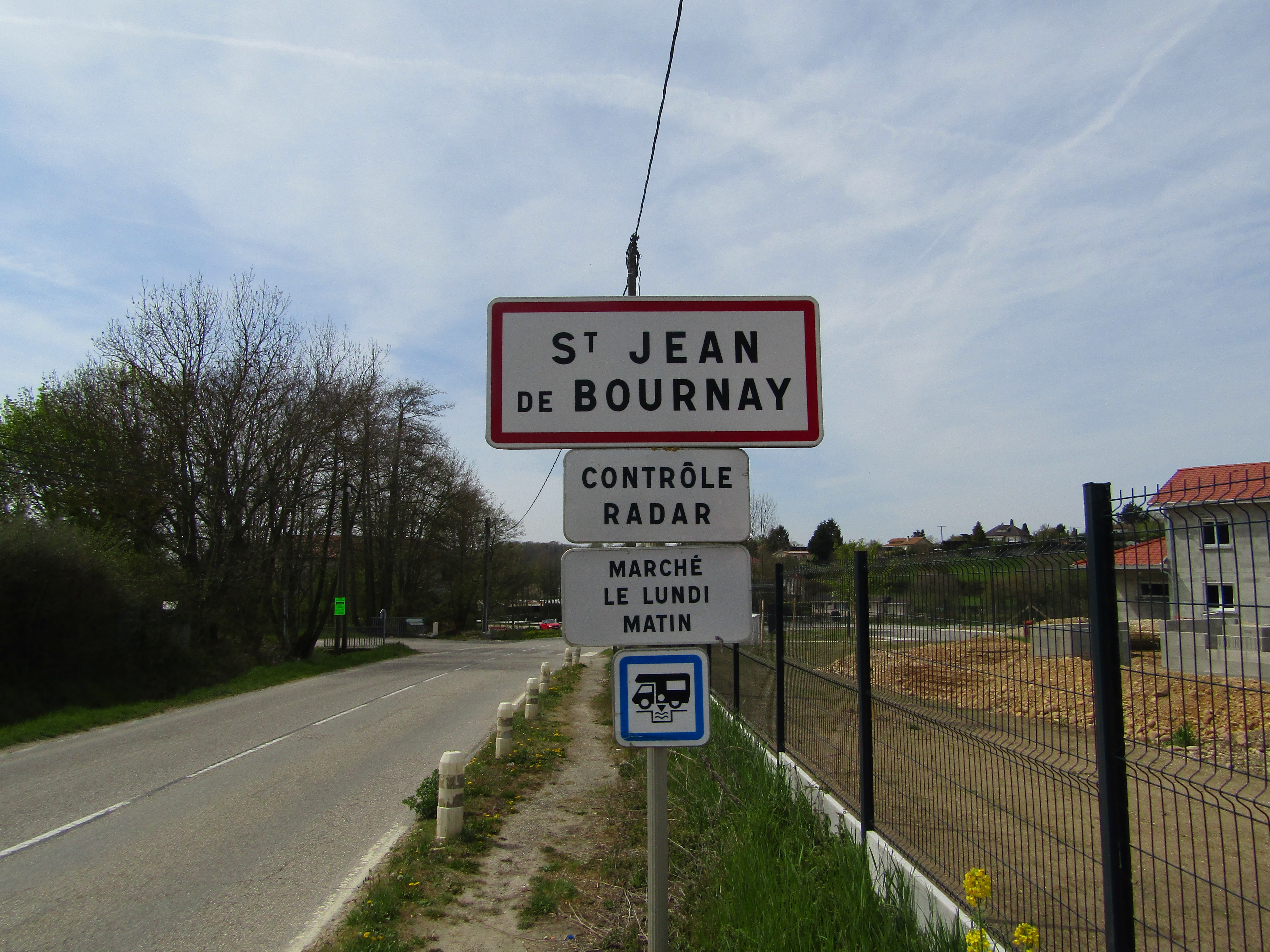
Panneau routier (RD 502) d'entrée du territoire de Saint-Jean-de-Bournay

La ville de Saint-Jean-de-Bournay se situe au croisement de trois anciennes routes principales classées en routes nationales puis déclassée en routes départementales à la suite de la réforme de 1972 qui sont :
- la RD502 (ancienne RN502) qui la commune de Saint-Joseph (Loire) à celle de Champier après avoir traversé Vienne)
- la RD518 (ancienne RN518) qui relie Heyrieux (depuis Lyon) à Die après avoir traversé Saint-Marcellin et une partie du massif du Vercors.
- la RD522 (ancienne RN522) qui relie la commune à celle de Courtenay (Isère) après avoir traversé Bourgoin-Jallieu

La commune est également située à égale distance des autoroutes A7 (échangeur de Vienne-Nord) et 43 (échangeur de Bourgoin-Jallieu)

#### Liaisons ferroviaires
Quoique le territoire de la commune soit traversé par la voie ferrée LGV Rhône-Alpes, Saint-Jean-de-Bournay ne possède aucune gare sur son territoire. Elle fut cependant desservie par une ligne des Tramways de l'Ouest du Dauphiné entre 1899 et 1936 qui reliait Lyon-Monplaisir à Saint-Jean-de-Bournay, La Côte-Saint-André et Saint-Marcellin.
La gare ferroviaire la plus proche de la commune est celle de Bourgoin-Jallieu, desservie par des trains TER Auvergne-Rhône-Alpes.

### Transports publics

#### Autocars
Le réseau interurbain de l'Isère, plus connu sous l'appellation locale Cars Région Isère, relie la ville de Saint-Jean-de-Bournay aux autres villes de l'Isère, avec deux lignes dédiées : 
- la ligne 2090 qui relie Saint-Jean-de-Bournay à Bourgoin-Jallieu (gare)
- la ligne 2900 qui relie Vienne à La Côte-Saint-André.

## Urbanisme

### Typologie
Au 1er janvier 2024, Saint-Jean-de-Bournay est catégorisée bourg rural, selon la nouvelle grille communale de densité à sept niveaux définie par l'Insee en 2022.
Elle appartient à l'unité urbaine de Saint-Jean-de-Bournay, une unité urbaine monocommunale constituant une ville isolée,. Par ailleurs la commune fait partie de l'aire d'attraction de Saint-Jean-de-Bournay, dont elle est la commune-centre,. Cette aire, qui regroupe 1 communes, est catégorisée dans les aires de moins de 50 000 habitants,.

### Occupation des sols
L'occupation des sols de la commune, telle qu'elle ressort de la base de données européenne d’occupation biophysique des sols Corine Land Cover (CLC), est marquée par l'importance des territoires agricoles (78,6 % en 2018), une proportion sensiblement équivalente à celle de 1990 (79,2 %). La répartition détaillée en 2018 est la suivante : 
zones agricoles hétérogènes (44,3 %), terres arables (28,1 %), forêts (13 %), zones urbanisées (7 %), prairies (6,2 %), zones industrielles ou commerciales et réseaux de communication (1,5 %). L'évolution de l’occupation des sols de la commune et de ses infrastructures peut être observée sur les différentes représentations cartographiques du territoire : la carte de Cassini (XVIIIe siècle), la carte d'état-major (1820-1866) et les cartes ou photos aériennes de l'IGN pour la période actuelle (1950 à aujourd'hui).

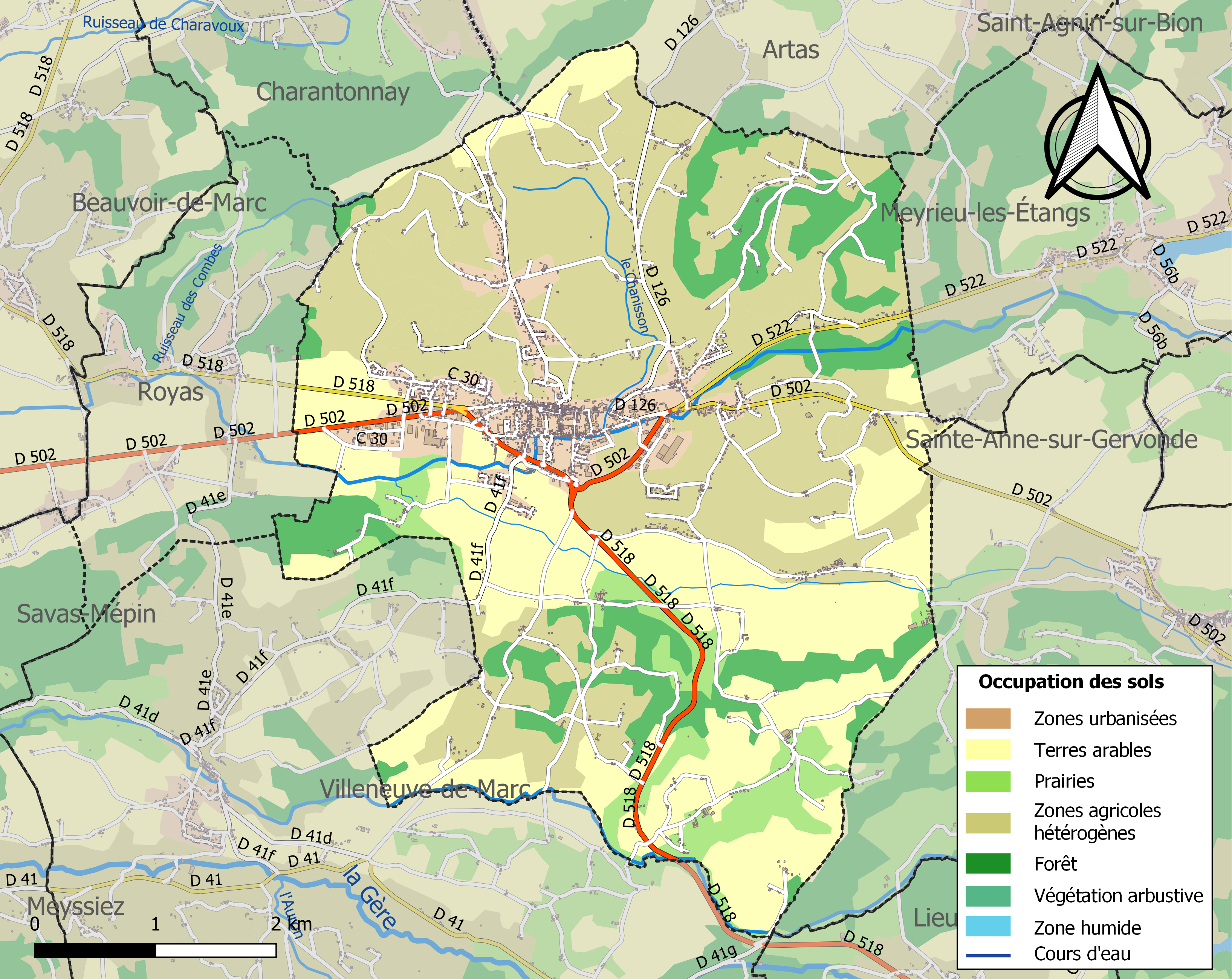
Carte des infrastructures et de l'occupation des sols de la commune en 2018 (CLC).

### Hameaux lieux-dits et écarts
Voici, ci-dessous, la liste la plus complète possible des divers hameaux, quartiers et lieux-dits résidentiels urbains comme ruraux qui composent le territoire de la commune de Saint-Jean-de-Bournay, présentés selon les références toponymiques fournies par le site géoportail de l'Institut géographique national. 
| - Maison Drevon - Maison Buisson - les Closures - Maison Abel - Combe Pommier - le Plan - le Bois - Maison Birochon - Maison Groléas - les Serves | - Maison Fontaine Garrand - Chez Pellet - Maison Birochon - Maison Borde - la Nivolière - Fontainebleau - Chatillon - le Bessay - Maison Ponte - les Quatre Sapins | - les Echarrières - Chez Pellet - Maison Fontaine - les Crozes - Maison Martinet - Maison Roux - le Plan - Miraillet - le Bouchet - Carlos | - Maison Belmont - Maison Chardon - Maison Bardin - Maison Bouvier - Chez Abel - la Cantonnière - Maison Berger Billon - Maison Bourson - Maison Gouvert - le Gonnet | - la Tuilerie - Montjoux (hameau et étang) - le Sarrut - Maison Montagnat - Petits Monts - Maison Colombin - Maison Carley - Gros Berthia - les Monts - Maison Valluy |

### Risques naturels et technologiques majeurs

#### Risques sismiques
L'ensemble du territoire de la commune de Saint-Jean-de-Bournay est situé en zone de sismicité no 3, comme la plupart des communes de son secteur géographique.
| Type de zone | Niveau            | Définitions (bâtiment à risque normal) |
| ------------ | ----------------- | -------------------------------------- |
| Zone 3       | Sismicité modérée | accélération = 1,1 m s−2               |

## Toponymie

### Attestations anciennes
Le nom de la localité est attesté sous les formes Castrum Sancti Johannis au XIIe siècle, Sanctus Johannus de Bornay au XIIIe siècle, Saint-Jehan Dahornay au XIVe siècle, Saint-Jehan de Bornaz au XVIe siècle, Saint-Jehan Dambournay et Saint-Jehan d´Emborney au XVIIe siècle.

### Étymologie
Selon André Planck, auteur d'un livre sur la toponymie des communes de l'Isère, le village se dénommait Turritone à l'époque romaine (contraction de Turri Mutatione signifiant « relais de la Tour »). Le nom Bornaco, plus ancien, car d'origine gauloise revint au début du Moyen Âge. Ce toponyme peut dériver de Borna, mot d'origine celtique désignant une « source » ou un « trou ».
Il semble bien que Turritone soit une localité en Sardaigne dans l’archevêché de Cagliari : Propter transgressionem ordinationis Ecclesiæ Turritone, quam fine auctoritate Pontificis fecerat Citonatus Archiepiscopus Caralitanus  Sardinia insula fuit ...
Saint-Jean-de Bournay devrait son nom à saint Jean-Baptiste, et se trouve implanté à côté de Bournay, aujourd’hui un quartier de la commune, dont les formes anciennes Bornay, Bornaz, évoque un participe passé arpitan bornâ, « bornée », d'après le latin tardif bornata, de même sens, ou Dambournay, Embourney, embournâ, « à l’intérieur des bornes ».

## Histoire

### Préhistoire et Antiquité

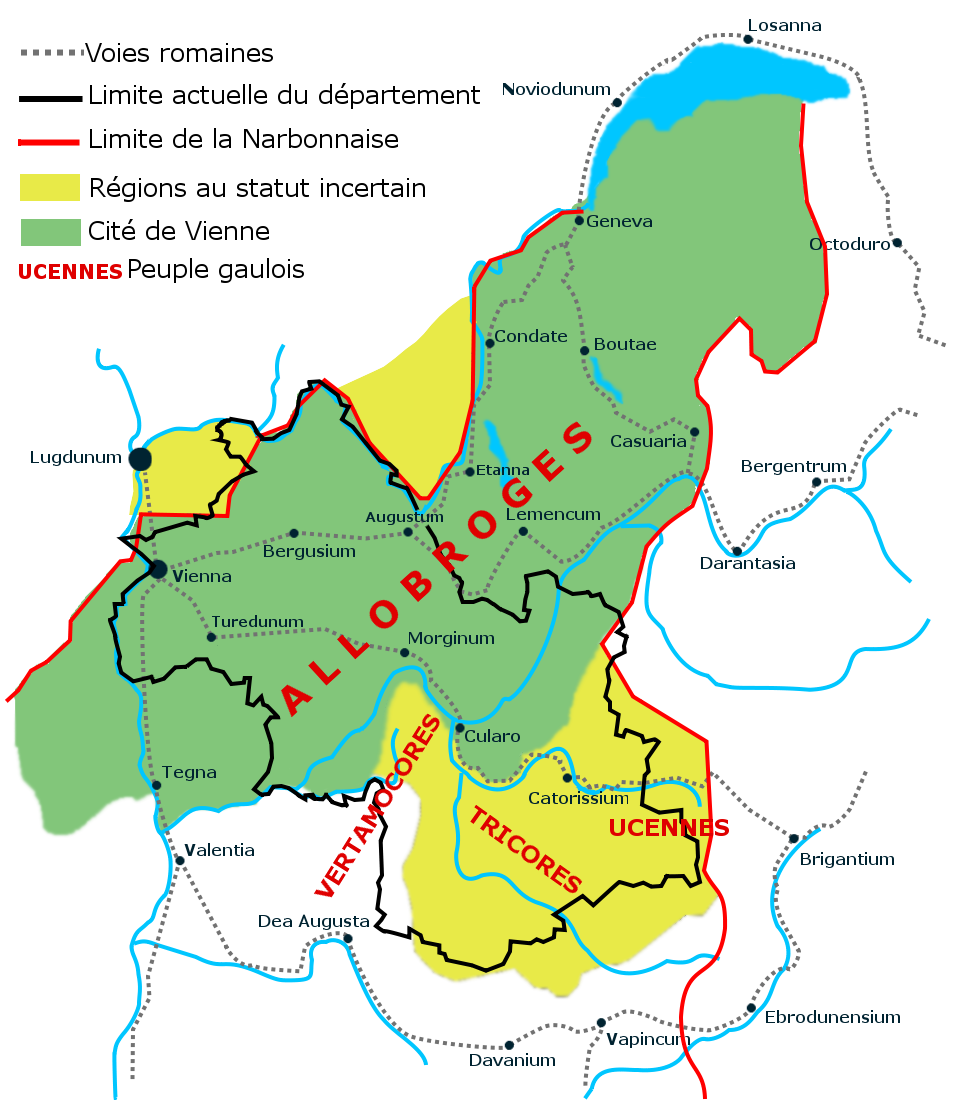
Territoire des Allobroges

Le secteur actuel de Saint-Jean-de-Bournay se situe à l'ouest du territoire antique des Allobroges, ensemble de tribus gauloises occupant l'ancienne Savoie, ainsi que la partie du Dauphiné, située au nord de la rivière Isère.
Située à proximité de Vienne, capitale gallo-romaine, Saint-Jean-de-Bournay, alors connue sous le nom de Castrum Sancti Johannis et ce jusqu'au XIIe siècle était située sur l’un des principaux axes militaires et commerçants reliant Rome aux provinces rhodaniennes par les Alpes.

### Moyen Âge et Temps Modernes
Durant le XVe siècle et le XVIe siècle, la cité et le pays Saint-Jeannais, abritant quelques modestes ruisseaux, mais de nombreux étangs, connaît un important essor économique grâce à la fabrique de toiles pour la marine, le peignage et le tissage du chanvre qui nécessite la présence de l'eau.

### Époque contemporaine

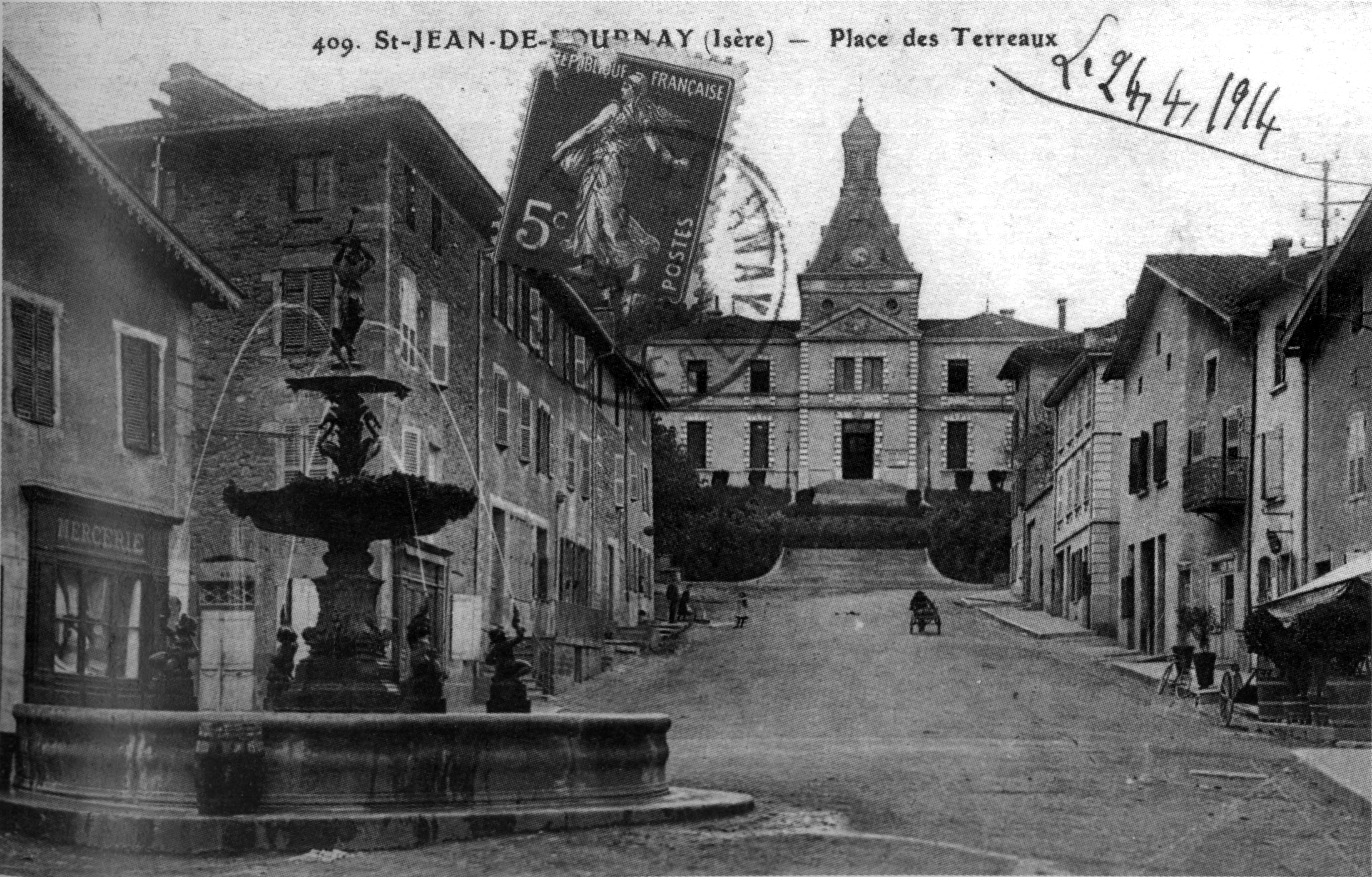
La place de Terreaux en 1914.

#### Révolution française
Durant la période révolutionnaire et jusqu'en 1801, la commune se nommait « Toile-à-Voile » en raison de la présence d'une fabrique de toiles sur son territoire. Une des principales chorales de la cité porte ce nom en mémoire de cette ancienne appellation.

#### LeXIXesiècle
En août 1897, une concession de chemin de fer par tramway est accordée à des entrepreneurs locaux afin de créer une ligne à voie métrique de Saint-Jean-de-Bournay à Saint-Marcellin par La Côte-Saint-André. Cette convention fut entérinée par un décret de déclaration d’utilité publique le 12 janvier 1898. Cette ligne fut ouverte au transport du public et de marchandises en 1900.

#### LeXXesiècle
La communauté de communes de la région Saint-Jeannaise, dont le siège est fixé à Saint-Jean-de-Bournay et qui regroupe les quatorze communes du bassin saint-jeannais est créée le 22 décembre 1993. Elle fusionnera le 1er janvier 2016 avec la communauté de communes Bièvre Isère qui regroupe un plus grand nombre de communes.

## Politique et administration

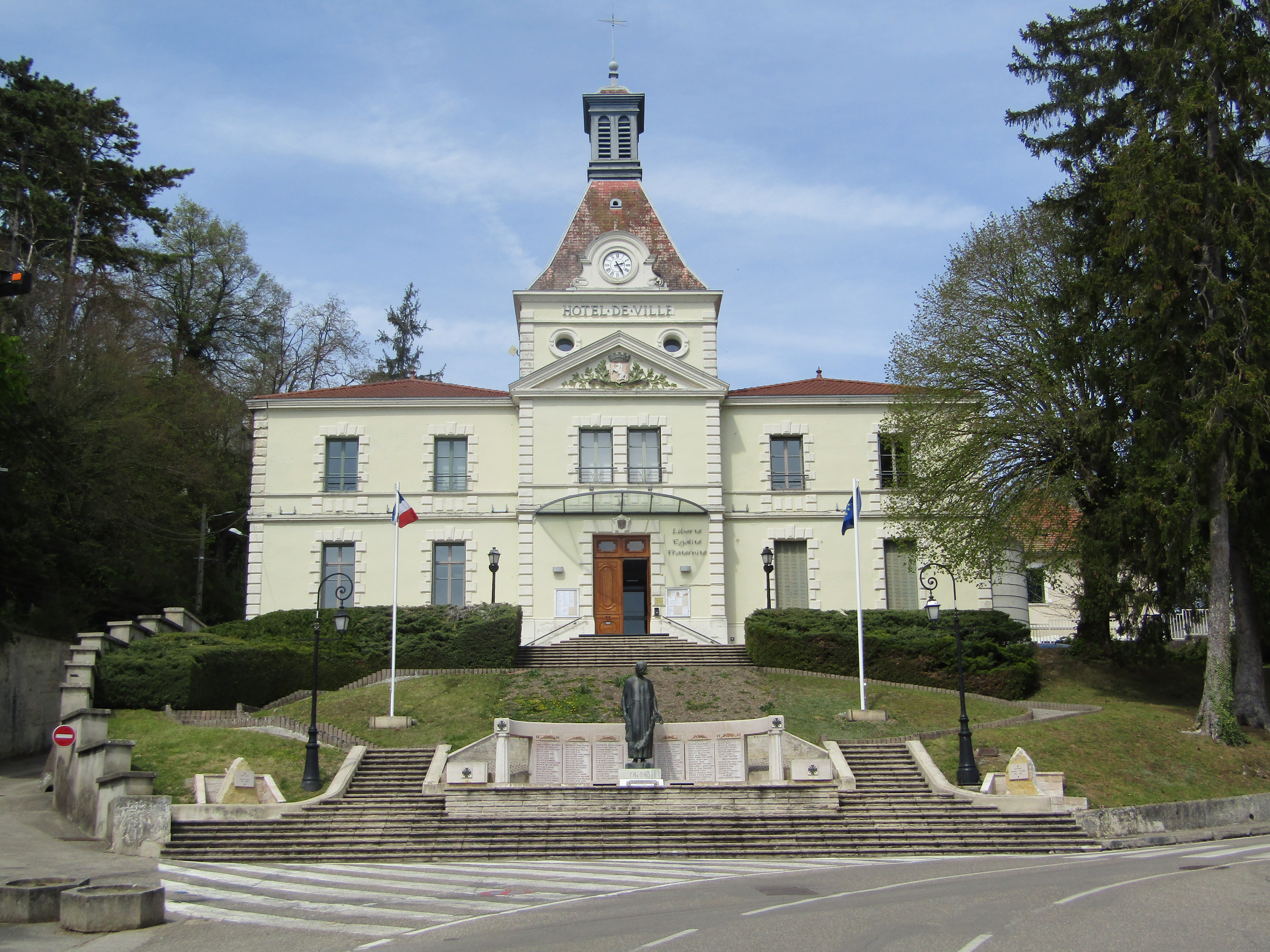
Hôtel de ville de Saint-Jean-de-Bournay en avril 2019.

### Administration municipale
Le conseil municipal est composé de vingt-quatre membres (dix-sept hommes et sept femmes) dont un maire, huit adjoints au maire, deux conseillers délégués et treize conseillers municipaux.

### Tendances politiques et résultats

#### Scrutins nationaux
Lors de l'élection présidentielle de 2017, au niveau local, la candidate du Front national a bénéficié d'un meilleur score que les autres candidats, par rapport au résultat national.

### Liste des maires
| Période                                  | Période  | Identité           | Étiquette | Qualité                                                         |
| ---------------------------------------- | -------- | ------------------ | --------- | --------------------------------------------------------------- |
| avant 1937                               | ?        | M. Eymard          | Radical   |                                                                 |
| avant 1958                               | ?        | Louis Montagnat    | Radical   | Meunier à façon, agriculteur, conseiller général (1945-1967)    |
| 1977                                     | 1983     | Roger Montmeat     |           |                                                                 |
| 1983                                     | 2001     | Roger Jaillet      | UMP       | Chef d'entreprise                                               |
| 2001                                     | 2014     | Jean-Pascal Vivian | PS        | Éleveur                                                         |
| 2014                                     | 2020     | Daniel Cheminel    | DVD-LR    | Chef d'entreprise retraité Conseiller départemental (2016-2021) |
| 2020                                     | En cours | Franck Pourrat     |           | Cadre de la fonction publique                                   |
| Les données manquantes sont à compléter. |          |                    |           |                                                                 |

## Population et société

### Démographie
L'évolution du nombre d'habitants est connue à travers les recensements de la population effectués dans la commune depuis 1793. Pour les communes de moins de 10 000 habitants, une enquête de recensement portant sur toute la population est réalisée tous les cinq ans, les populations de référence des années intermédiaires étant quant à elles estimées par interpolation ou extrapolation. Pour la commune, le premier recensement exhaustif entrant dans le cadre du nouveau dispositif a été réalisé en 2008.

En 2022, la commune comptait 4 762 habitants, en évolution de +3,32 % par rapport à 2016 (Isère : +3,07 %, France hors Mayotte : +2,11 %).
| 1793  | 1800  | 1806  | 1821  | 1831  | 1836  | 1841  | 1846  | 1851  |
| ----- | ----- | ----- | ----- | ----- | ----- | ----- | ----- | ----- |
| 2 675 | 2 848 | 2 904 | 2 769 | 3 392 | 3 330 | 3 492 | 3 279 | 3 298 |

| 1856  | 1861  | 1866  | 1872  | 1876  | 1881  | 1886  | 1891  | 1896  |
| ----- | ----- | ----- | ----- | ----- | ----- | ----- | ----- | ----- |
| 3 382 | 3 501 | 3 472 | 3 249 | 3 180 | 3 069 | 3 156 | 3 183 | 3 308 |

| 1901  | 1906  | 1911  | 1921  | 1926  | 1931  | 1936  | 1946  | 1954  |
| ----- | ----- | ----- | ----- | ----- | ----- | ----- | ----- | ----- |
| 3 285 | 3 185 | 3 174 | 2 866 | 2 816 | 2 714 | 2 708 | 2 586 | 2 621 |

| 1962  | 1968  | 1975  | 1982  | 1990  | 1999  | 2006  | 2008  | 2013  |
| ----- | ----- | ----- | ----- | ----- | ----- | ----- | ----- | ----- |
| 2 887 | 3 174 | 3 240 | 3 651 | 3 764 | 3 857 | 4 188 | 4 281 | 4 525 |

| 2018  | 2022  | - | - | - | - | - | - | - |
| ----- | ----- | - | - | - | - | - | - | - |
| 4 579 | 4 762 | - | - | - | - | - | - | - |

### Enseignement
Saint-Jean-de-Bournay, qui compte plusieurs établissements scolaires, est rattachée à l'académie de Grenoble.

#### Écoles maternelles et primaires
Deux écoles sont situées sur le territoire communal : L'école maternelle J. Lacroix et l'école élémentaire Jean de la Fontaine et l'école primaire privée Sainte-Emilie de Rodat

#### Collèges
Le collège Fernand Bouvier

#### Lycée
Le lycée professionnel agricole privé Vallon Bonnevaux propose des classes de 4ème et 3ème de l'enseignement agricole, le CAP SAPVER (services aux personnes et vente en espace rural), le CAP jardinier paysagiste,  le Bac Pro SAPAT (services aux personnes et aux territoires) et des formations continues (CAP AEPE, prépa apprentissage, etc.)

### Équipement sanitaire et social
L'EHPAD de la Barre est un établissement public accueillant des personnes âges dépendantes comptant 108 places. Une unité de psycho-gériatrie, dénommée « Cantou », essentiellement destinée aux personnes atteintes de la maladie d'Alzheimer, accueille trente résidents dans un bâtiment annexe,.

### Équipement sportifs et culturels
- Le musée Drevon

Situé dans l'espace public du Jardin de Ville, le musée Drevon, inauguré en 1981, tient son nom de l'artiste Jean Antoine Drevon, né en 1889. Celui-ci aimait dessiner son espace environnant.

### Médias

#### Presse écrite
Historiquement, le quotidien à grand tirage Le Dauphiné libéré consacre, chaque jour, y compris le dimanche, dans son édition du Nord-Isère, un ou plusieurs articles à l'actualité de la commune et de son ancien canton, ainsi que des informations sur les éventuelles manifestations locales, les travaux routiers, et autres événements divers à caractère local.

### Cultes

#### Culte catholique
La communauté catholique et l'église de Saint-Jean-de-Bournay (propriété de la commune) dépendent de la paroisse Saint Hugues de Bonnevaux (relais Saint-Jean) qui est, elle-même, rattachée au diocèse de Grenoble-Vienne.

## Économie

### Entreprises et secteur d'activité
La ville héberge sur son territoire des entreprises produisant  des biens d'équipement domestique, avec l'usine du groupe SEB et de fabrication de pièces techniques en matière plastique par sa filiale Calor, du carton ondulé, avec l'usine DS Smith Packaging Sud-Est (anciennement Otor Dauphiné) du groupe, la production de viande de volaille, avec l'usine Saroja Volailles, ainsi que l'extraction de pierre pour la construction.

## Culture locale et patrimoine

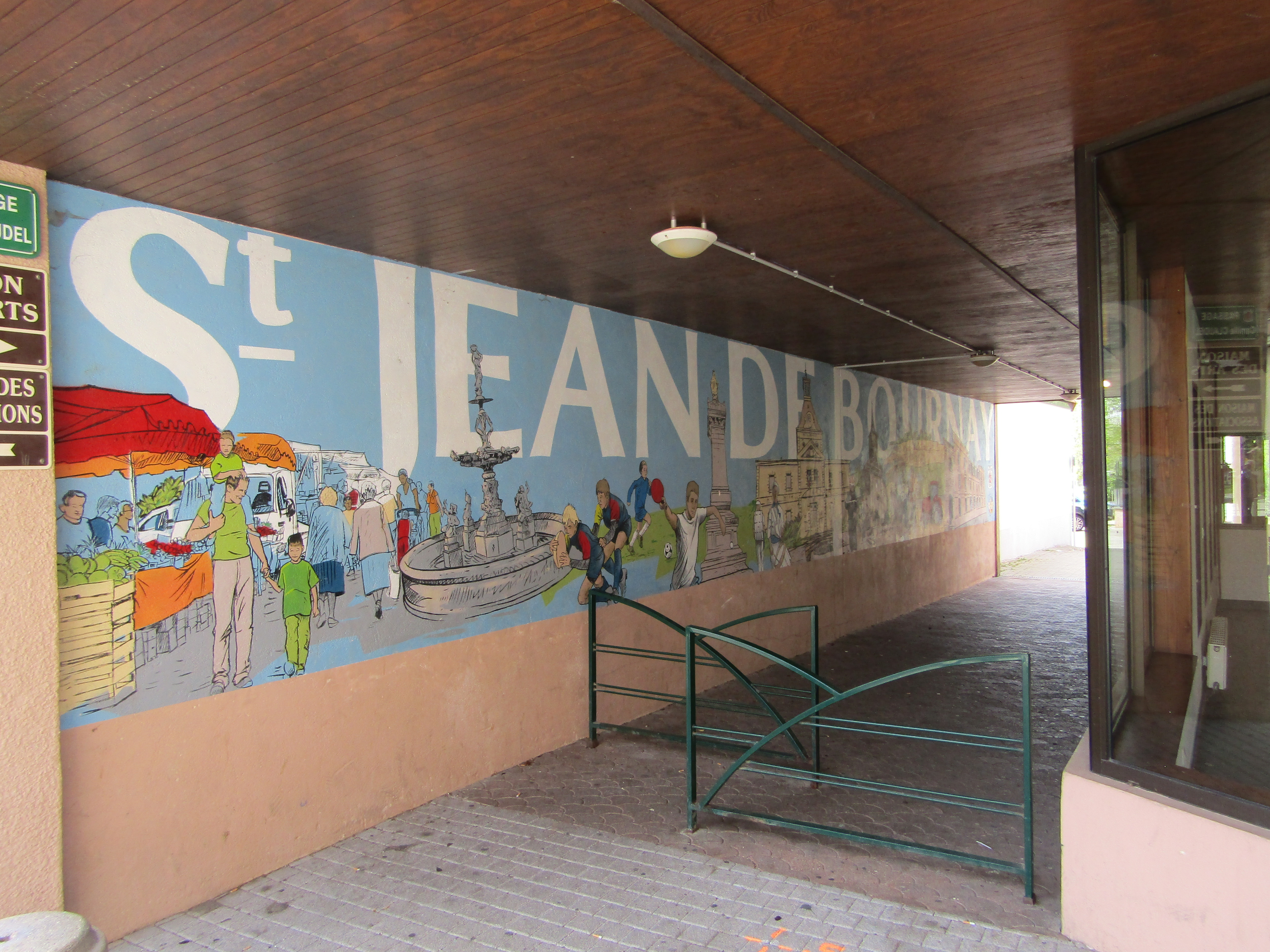
Passage dans le bourg central

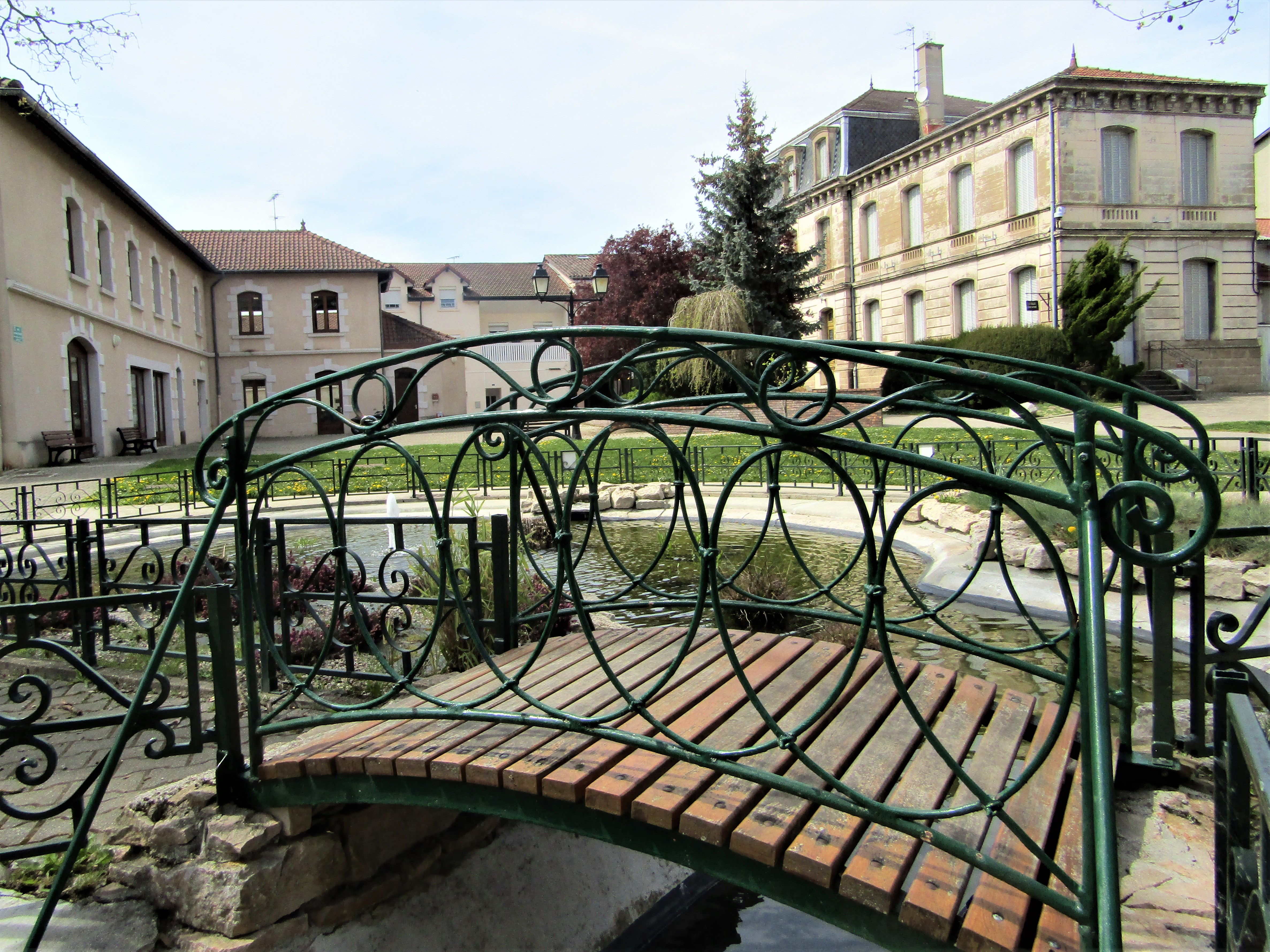
Le « jardin de ville »

### Lieux et monuments
- L'orgue de l'église Saint-Hugues de Bonnevaux, construit par Joseph Merklin en 1889, et offert par la famille Dumoulin la même année. Situé sur le bas-côté droit du chœur, il fut restauré en 1988, mais a perdu une grande partie de son caractère romantique d'origine. Ses jeux harmoniques ont été recoupés, le plein-jeu recomposé et certains jeux d'origine de Merklin ont disparu. Il a malgré tout gardé une belle sonorité[41].
- La chapelle de Bournay du XIIIe siècle, située au lieu-dit bournay à l'est du village en direction de Bourgoin-Jallieu.
- La Madone, dite Notre Dame des Lumières (statue située sur les hauteurs nord, non loin de l'hôtel de ville côté est)
- La tour Lesdiguières, vestige du château fort de Saint-Jean-de-Bournay, du XIIe ou XIIIe siècle[42] (sur les hauteurs nord, non loin de l'hôtel de ville côté ouest).
- Les maisons en pisé réparties un peu partout dans le village et ses environs, notamment aux lieux-dits Miraillet, Gonnet et Croix du Pénoux, où elles longent la route.
- La maison forte de la Barre, du XIVe siècle[42].
- Le jardin de ville est un grand parc urbain situé au cœur du bourg central.

### Patrimoine naturel

#### L'ENS de l'étang de Montjoux
Les étangs, typiques de ce canton constituent une richesse écologique de par la diversité de la flore et de la faune la constituant et s'y reproduisant.
Le secteur de l'étang de Montjoux présente une faune et une flore riche et variée qui ont permis à ce plan d'eau, situé à l'est de la commune, d'être classé en 1999 espace naturel sensible du Département de l'Isère. On retrouve à travers la mosaïque d'habitats naturels (roselière, saulaie, prairie marécageuse) une quarantaine d'espèce d'oiseaux différentes tant autochtones que migratoires, parmi lesquelles : l'hirondelle, le grèbe huppé, la foulque, le busard des roseaux, la rousserolle, la sarcelle d'hiver, le canard pilet, le héron cendré et le rare héron pourpré ; ainsi que de nombreux micro-mammifères, amphibiens, reptiles et de nombreuses espèces d'insectes,.

Quelques photos de la faune et de la flore vivant dans l'ENS de l'étang de Montjoux
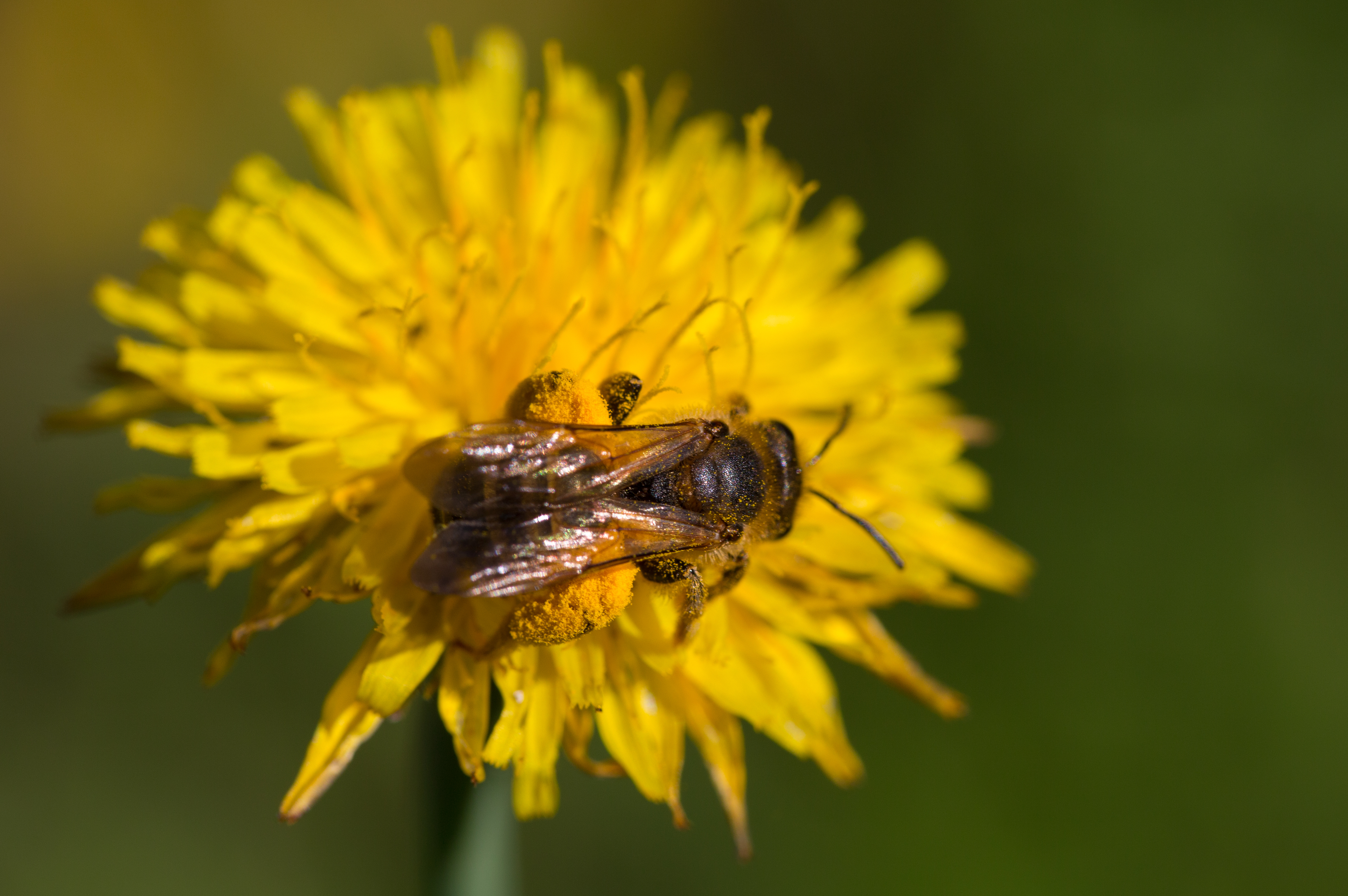
Abeille sur un salsifi des prés
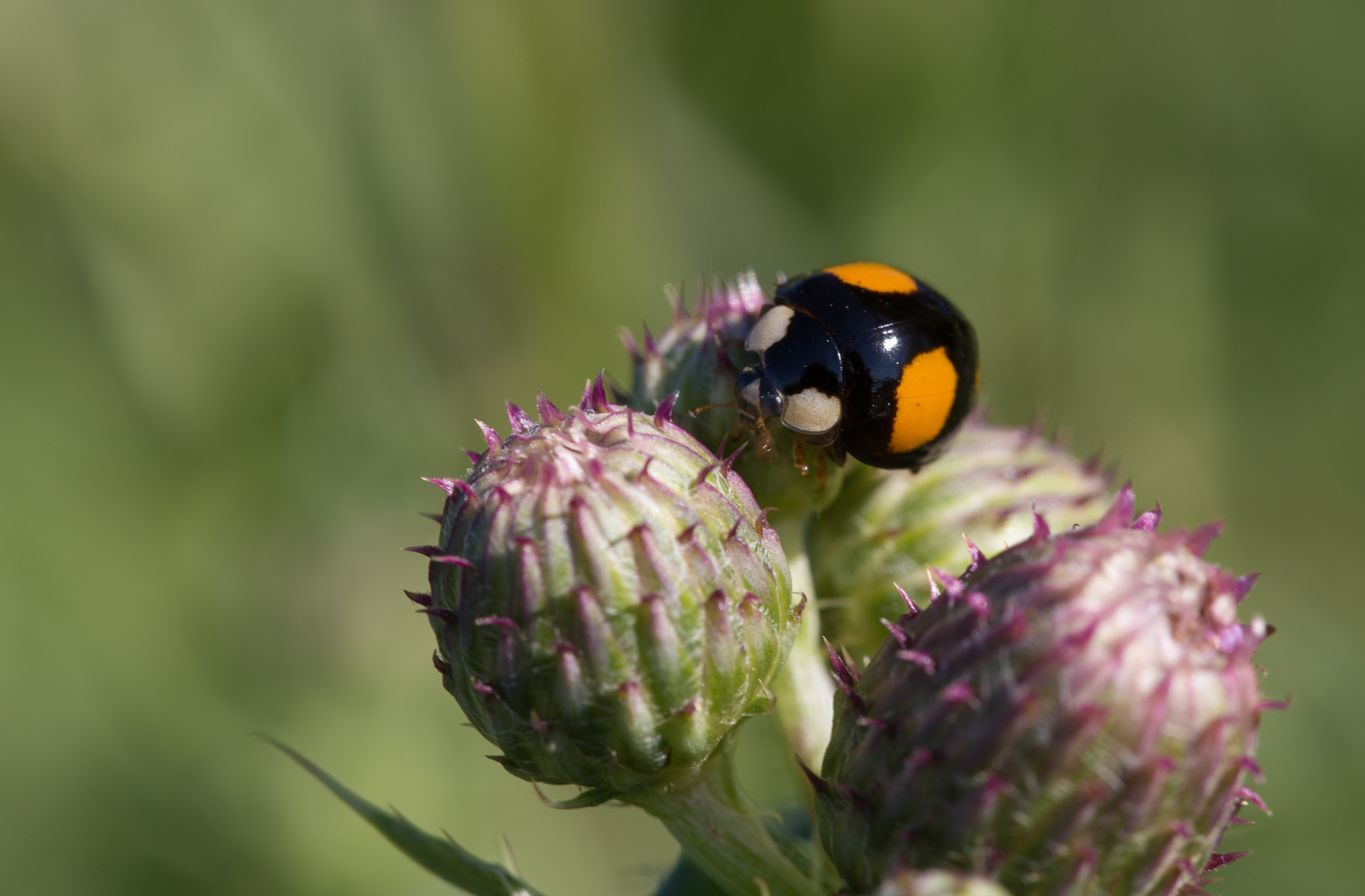
Coccinelle centaurée sur une cirse des marais
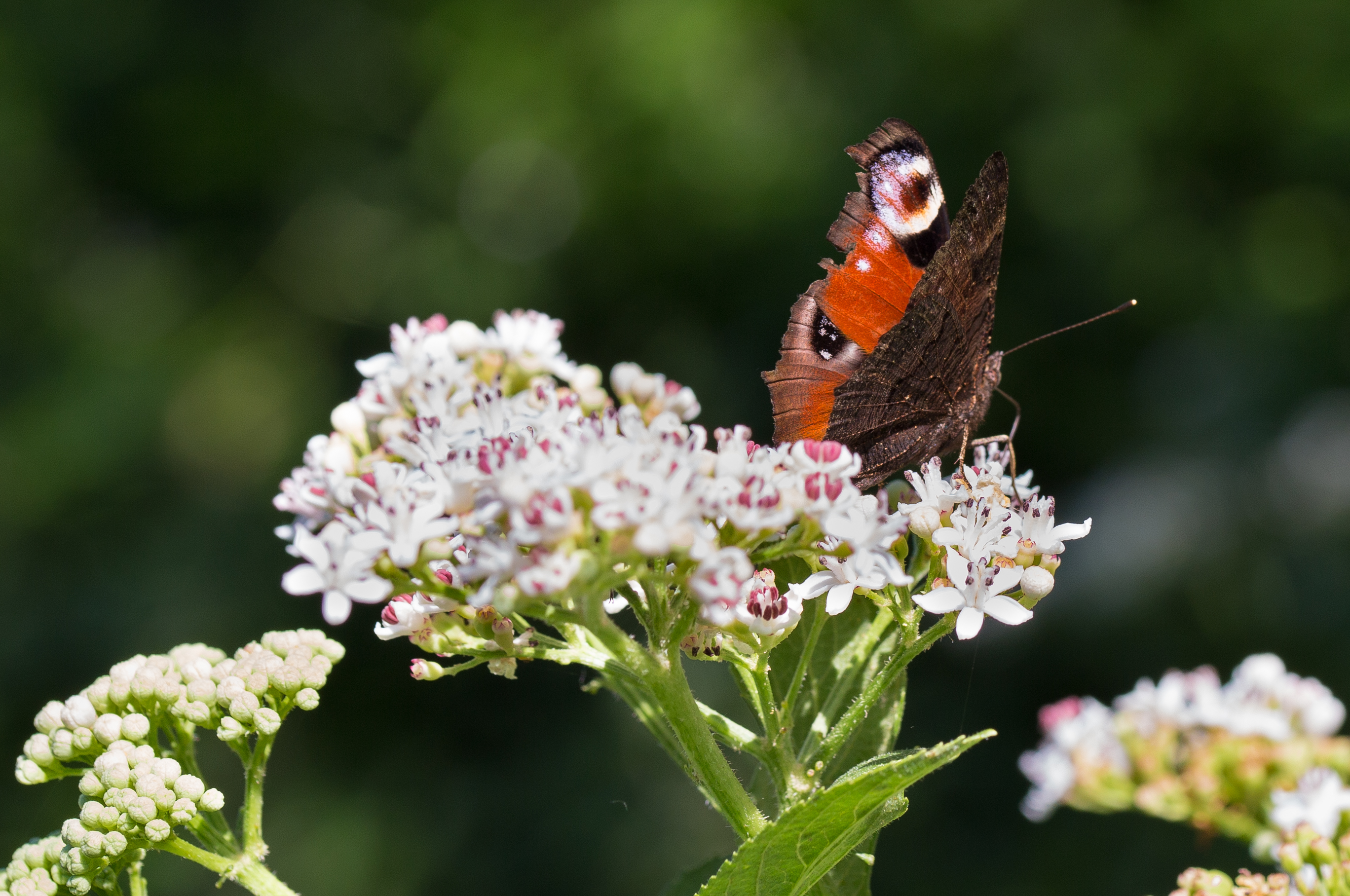
Paon de jour sur une ombelle de sureau
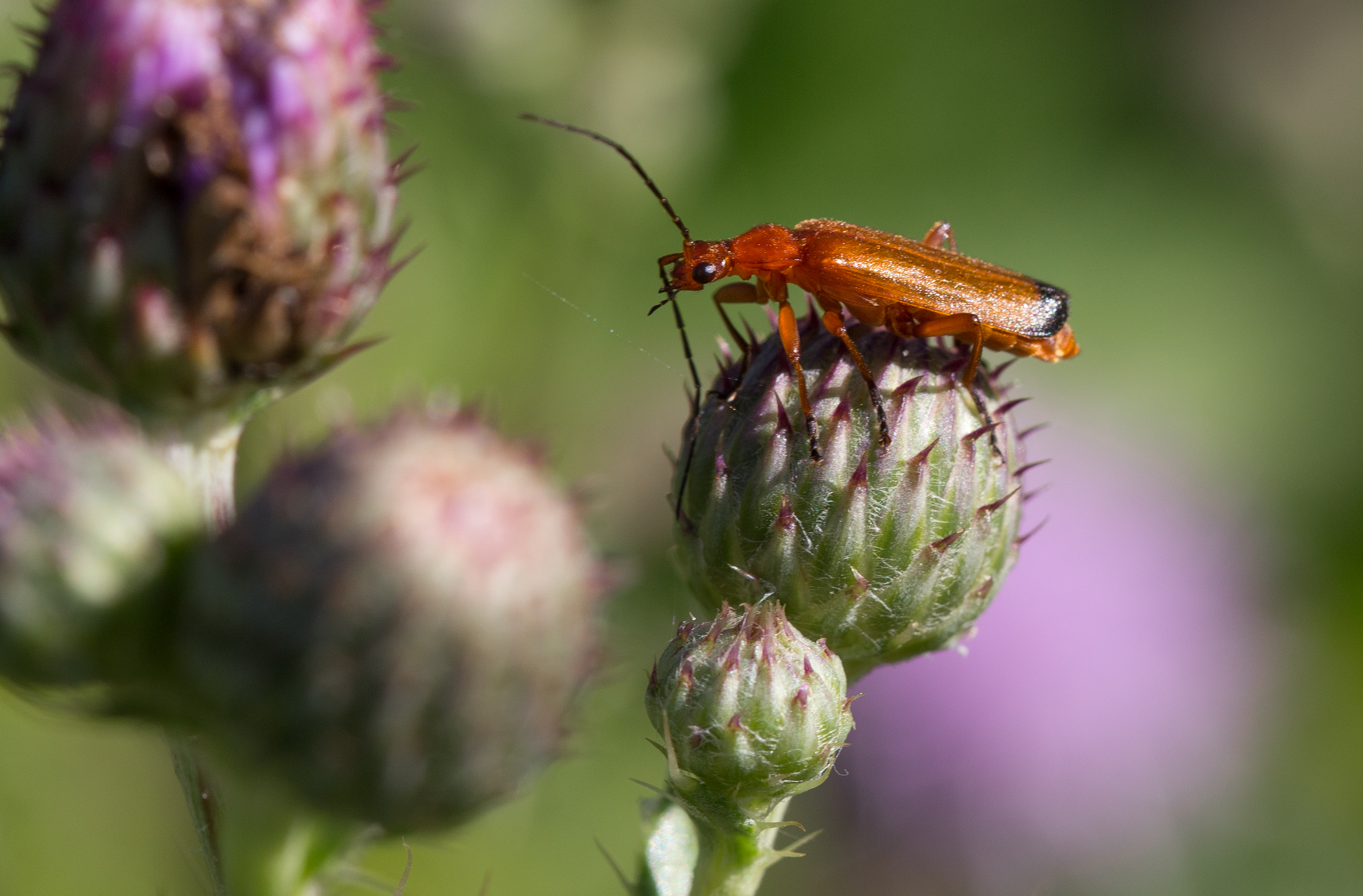
Téléphore sur une cirse des marais
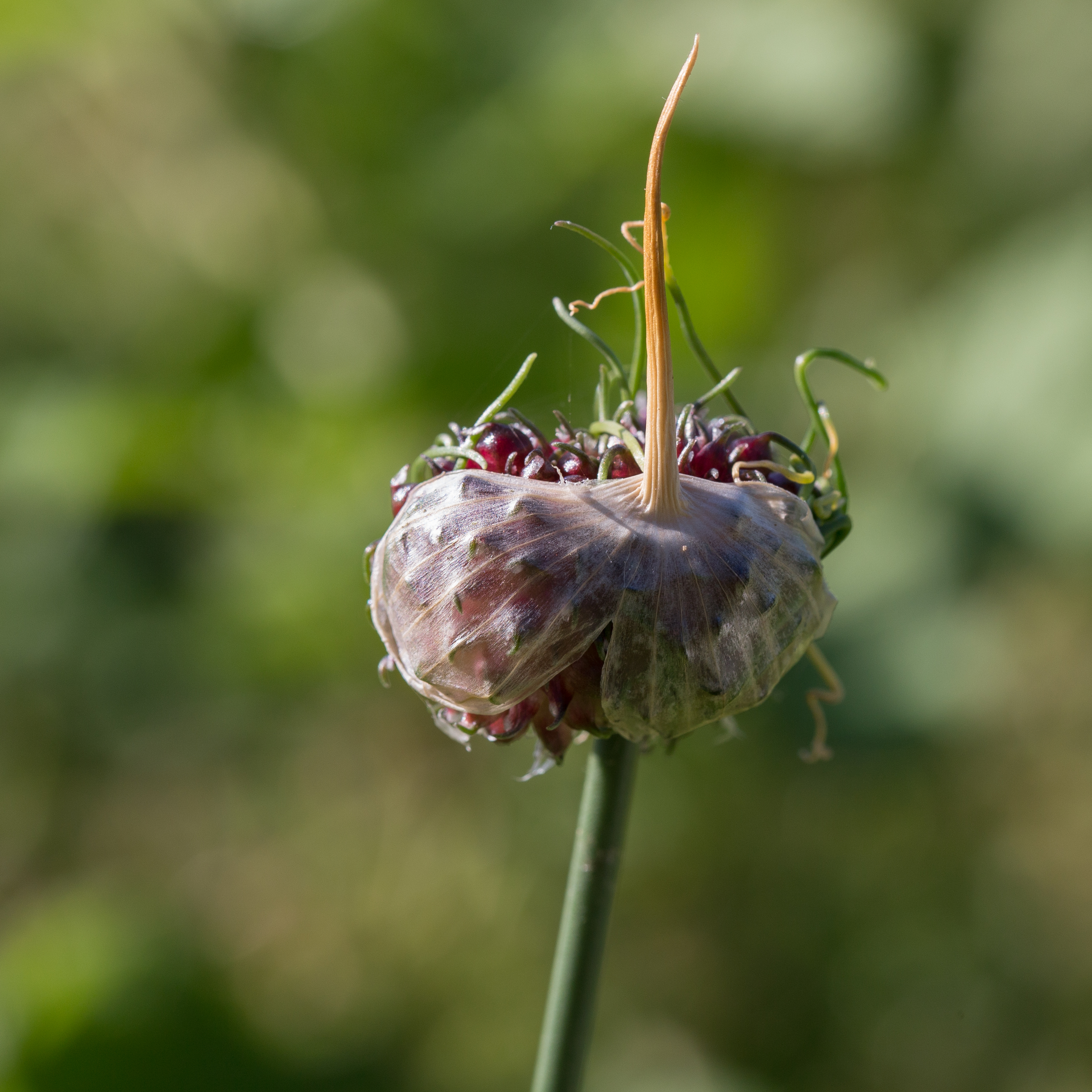
Ail des vignes
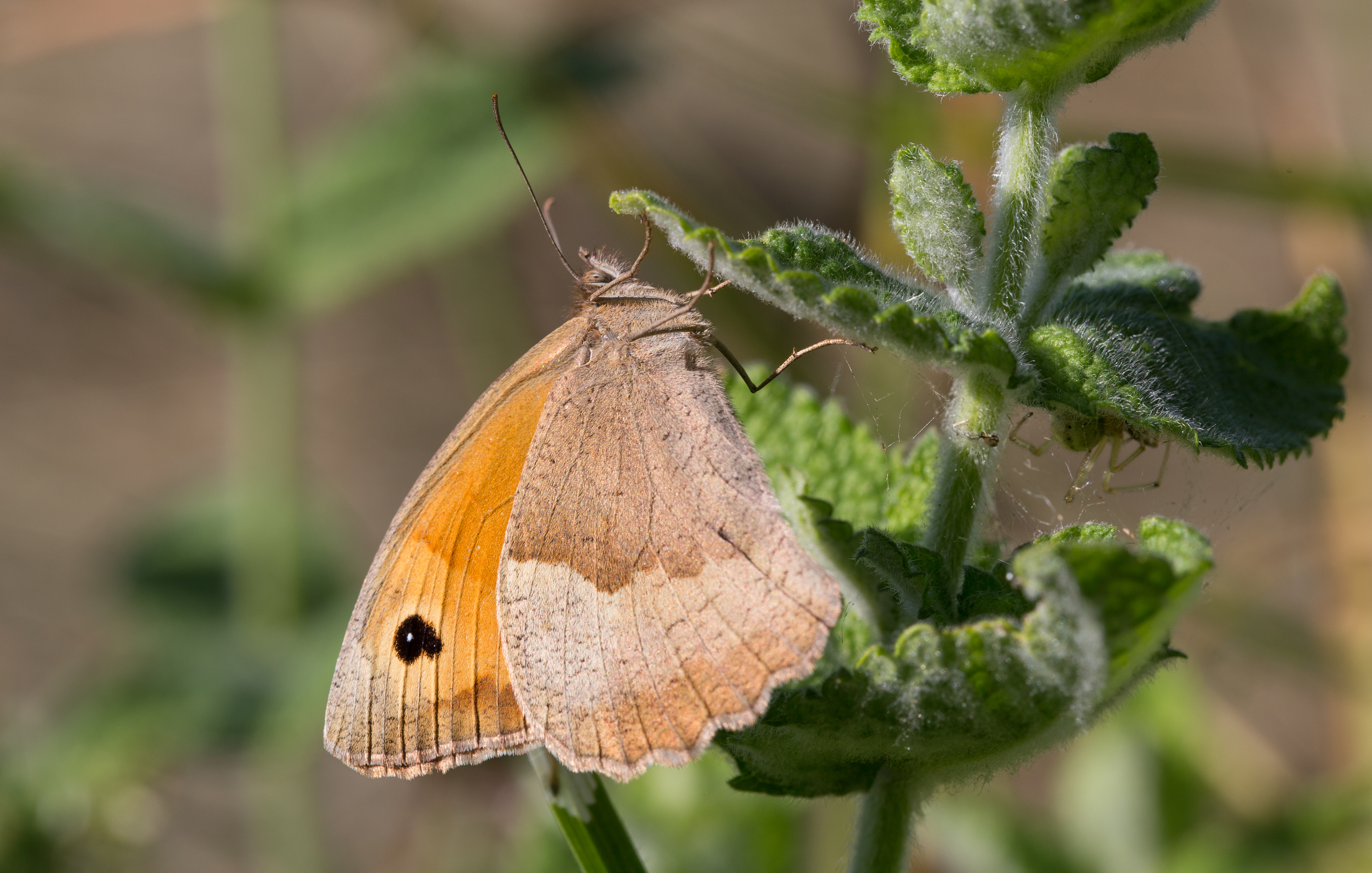
Myrtil sur une feuille de menthe

#### Autres lieux
La forêt de Bonnevaux et ses circuits balisés (environ 6 km) qui partent depuis l'Abbaye de Bonnevaux est située entre la commune de Saint-Jean-de-Bournay et la commune de la Côte-Saint-André. Ce secteur forestier, à l'écart des grandes routes permet de découvrir l'ancien domaine des moines et leurs espaces naturels.
Le lieu-dit des « quatre sapins », bosquet d'arbres pittoresques, vestige d'une ancienne forêt de sapins située sur l'une des collines Sud-Est du village, très appréciée par les enfants et leurs parents.

### Patrimoine et tradition orales

#### Langue régionale

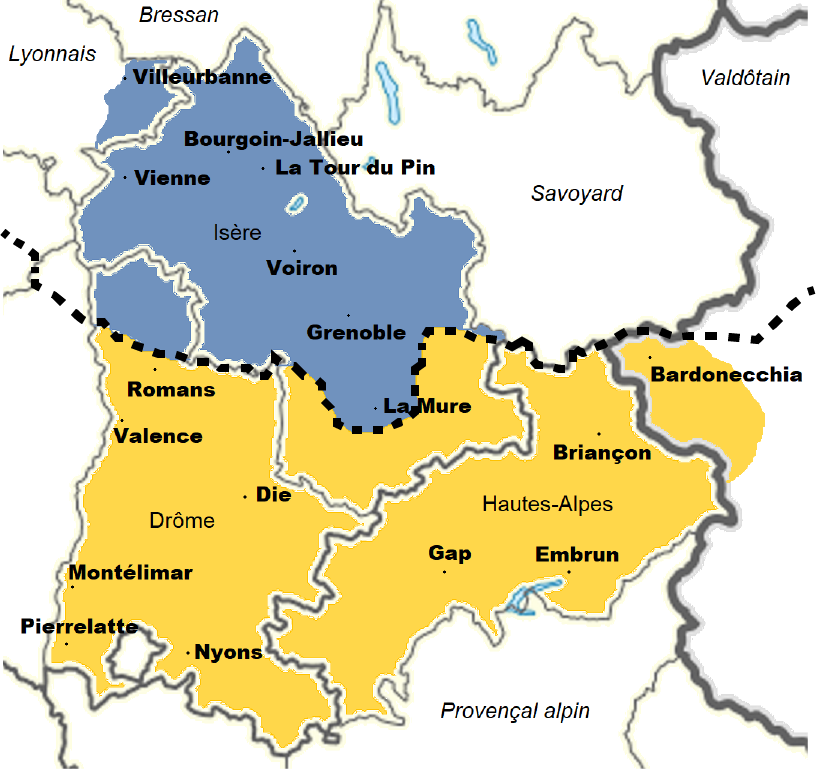
Carte linguistique du Dauphiné : Le dauphinois est un dialecte arpitan parlé dans le nord du Dauphiné

Historiquement, sur le plan linguistique, le territoire de Saint-Jean-de-Bournay, ainsi que l'ensemble du pays de la plaine de Bièvre, se situe au nord-ouest de l'agglomération grenobloise et au sud-est de l'agglomération lyonnaise et donc dans la partie centrale du domaine linguistique des patois dauphinois, laquelle appartient au domaine de la langues dite francoprovençal ou arpitan au même titre que les parlers savoyards, vaudois, Valdôtains, bressans et foréziens.
L'idée du terme, « francoprovençal », attribué à cette langue régionale parlée dans la partie centre-est de la France, différente du français, dit langue d'oïl et de l'occitan, dit langue d'oc est l'œuvre du linguiste et patriote italien Graziadio Isaia Ascoli en 1873 qui en a identifié les caractéristiques, notamment dans le Grésivaudan, les pays alpins et la vallée de l'Isère, depuis sa source jusqu'à sa confluence avec le Rhône.

### Personnalités liées à la commune

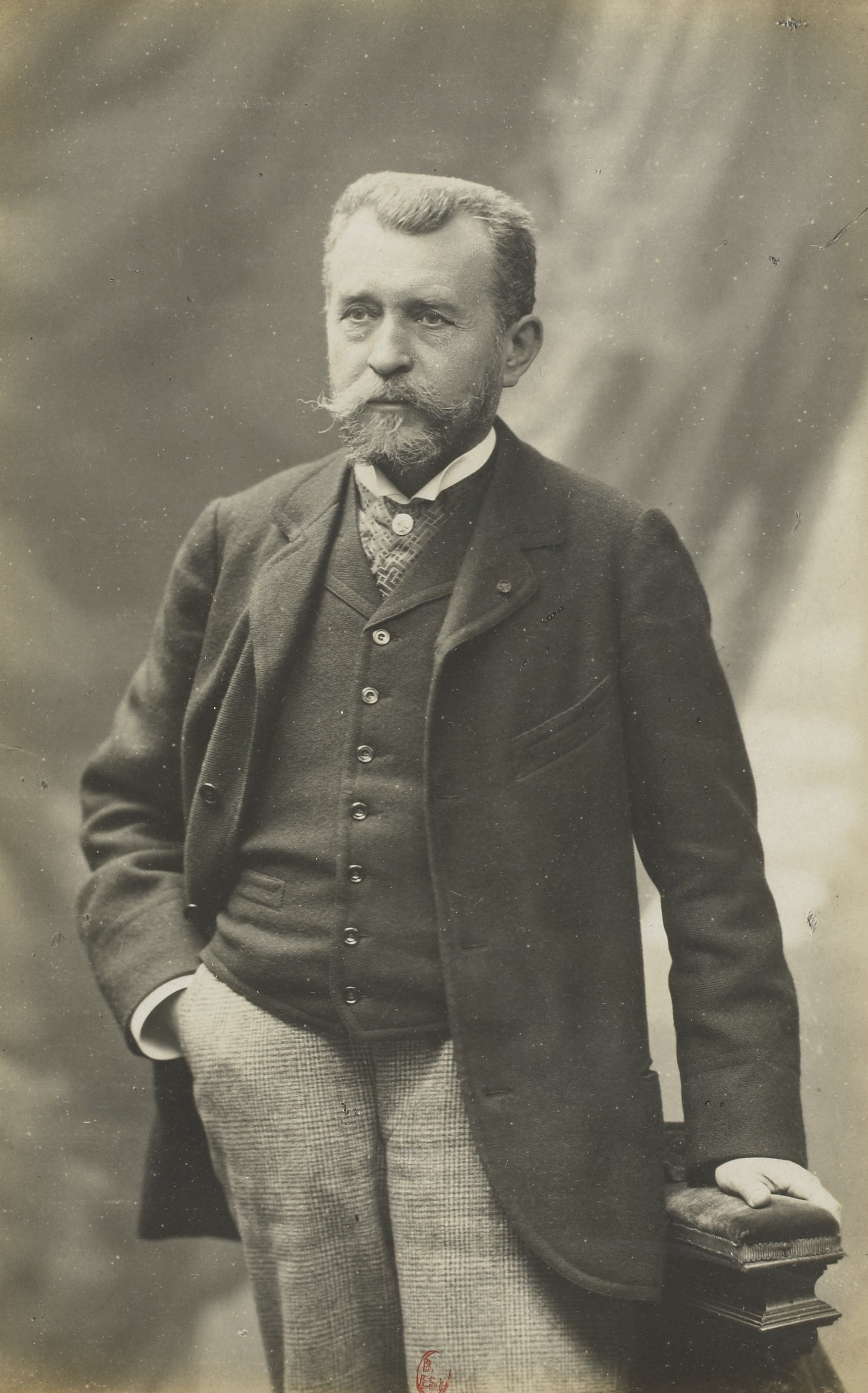
Joseph-Antoine Bouvard

- Joseph-Antoine Bouvard, fils de militaire, né à Saint-Jean-de-Bournay le 19 juillet 1840. Architecte de la ville de Paris où il succède à son compatriote dauphinois Adolphe Alphand. construit la gare Saint-Charles de Marseille, celle de Châteaucreux à Saint-Étienne, le dôme de l'exposition universelle de 1889 etc. Urbaniste visionnaire, Bouvard travaille sur les plans d'aménagement et de rénovation de Constantinople, puis de Buenos Aires et de Sao Paulo. Il décède à Marly en 1920. La grande avenue qui traverse le Champ-de-Mars à Paris porte son nom.
- Philippe Viannay  journaliste français, fondateur du Centre de formation des journalistes et de l'école de voile Les Glénans. Né le 15 août 1917 à Saint-Jean-de-Bournay et décédé le 27 novembre 1986.
- Jean Drevon, 1889 -1979, peintre.
- l'abbé Jean-Louis Gervat, peintre et curé de la commune, décédé à Saint-Jean-de-Bournay (1867-1930)
- Henri Ginet (1923-1970), artiste peintre né à Saint-Jean-de-Bournay.

### Héraldique, logotype et devise
| Blason de Saint-Jean-de-Bournay | Blason  | De gueules au cheval effaré d’argent.            |
| Blason de Saint-Jean-de-Bournay | Détails | Le statut officiel du blason reste à déterminer. |